# Termisk energi

Termiska rörelser hos en proteinmolekyl.

Termisk energi (eller värmeenergi), är den energi som är lagrad i de oordnade rörelserna hos atomer eller molekyler hos ett objekt. Det är en extensiv storhet och är en del av objektets inre energi. SI-enheten för termisk energi är joule (J).
Allt på vår jord som är varmare än den absoluta nollpunkten (-273 grader Celsius) innehåller värmeenergi.
Den termiska energin hos ett objekt definieras och ser ut så här:
{\displaystyle E_{T}=m\int _{0}^{T_{1}}c(T)\,\mathrm {d} T}
där
c är den specifika värmekapaciteten
m är objektets massa
T1 är objektets absoluta temperatur
Tillförsel av värme ökar molekylernas hastigheter och en avkylning minskar hastigheterna. Termisk energi är således en form av kinetisk energi men som karaktäriseras av oordnade, utifrån obestämbara rörelser.